# آب‌انبار جمی
آب‌انبار جمی مربوط به اوایل دوره پهلوی است و در احمدآباد (اردکان)، بلوار امام خمینی، کوچه شهید مطهری واقع شده است. این اثر در تاریخ ۲ بهمن ۱۳۸۲ با شمارهٔ ثبت ۱۰۸۶۱ به‌عنوان یکی از آثار ملی ایران به ثبت رسیده است.